# Pszkov
Pszkov (oroszul Псков) nagyváros Oroszország északnyugati részén, a Pszkovi terület és a Pszkovi járás székhelye. Az egyik legrégebbi orosz város. Lakossága: 203 974 fő (a 2010. évi népszámláláskor).

## Földrajz

### Éghajlat
| Hónap                           | Jan.  | Feb.  | Már.  | Ápr.  | Máj. | Jún. | Júl. | Aug. | Szep. | Okt.  | Nov.  | Dec.  | Év    |
| ------------------------------- | ----- | ----- | ----- | ----- | ---- | ---- | ---- | ---- | ----- | ----- | ----- | ----- | ----- |
| Rekord max. hőmérséklet (°C)    | 11,0  | 11,3  | 18,5  | 27,6  | 32,0 | 33,6 | 35,0 | 34,6 | 30,3  | 22,6  | 14,1  | 12,4  | 35,0  |
| Átlagos max. hőmérséklet (°C)   | −3,0  | −2,3  | 2,9   | 11,3  | 18,0 | 21,3 | 23,6 | 21,8 | 16,0  | 9,2   | 2,5   | −1,0  | 10,1  |
| Átlaghőmérséklet (°C)           | −5,6  | −5,5  | −1,0  | 6,3   | 12,3 | 16,0 | 18,3 | 16,7 | 11,6  | 6,0   | 0,3   | −3,4  | 6,1   |
| Átlagos min. hőmérséklet (°C)   | −8,3  | −8,8  | −4,9  | 1,3   | 6,5  | 10,6 | 13,0 | 11,6 | 7,2   | 2,7   | −1,9  | −5,8  | 2,0   |
| Rekord min. hőmérséklet (°C)    | −34,9 | −35,3 | −29,0 | −14,7 | −4,5 | 0,4  | 3,1  | 1,4  | −3,6  | −12,5 | −23,0 | −28,2 | −35,3 |
| Átl. csapadékmennyiség (mm)     | 48    | 35    | 35    | 35    | 55   | 87   | 76   | 91   | 66    | 62    | 53    | 47    | 690   |
| Forrás: Псков - климат и погода |       |       |       |       |      |      |      |      |       |       |       |       |       |

## Fekvése
A város 20 kilométerre keletre az észt határtól, a Velikaja folyó partján fekszik. Tengerszint feletti magassága 45 méter.

## Történelem
1241-ben a Német Lovagrend és a terbati püspök ostrommal bevette a várost és a várat.

## Híres emberek
- Itt született Vaszilij Nyikityics Tatyiscsev orosz történész, geográfus, az orosz történelem első összefoglaló művének írója

## Látnivalók
A városban számos múzeum, templom és történelmi épület található. Műemlékei 2002-től szerepeltek az UNESCO világörökségi javaslati listáján. Végül, 2019-ben ezek jelentős részét A pszkovi építészeti iskola templomai összefoglaló néven felvették az UNESCO világörökség listájára.